# Tamananthus
Tamananthus, monotipski rod glavočika iz podtribusa Espeletiinae, dio je tribusa Millerieae..Jedina vrsta je T. crinitus, venezuelski endem sa Anda u državi Táchira
Vrsta i rod otkriveni su i prvi puta opisani u  Ernstia 30: 25 (1985).

## Sinonimi
Nema.